# Hosszejn Faraki
Hosszejn Faraki (perzsául:  حسین فرکی; Teherán, 1957. március 22. –) iráni válogatott labdarúgó, csatár és edző.

## Pályafutása

### Klubcsapatban
Teheránban született. 1976 és 1979 között a PAS Teherán csapatában játszott. 1979-ben a Perszepolisz játékosa volt, amikor kitört az iráni forradalom és a bajnokság félbeszakadt. 1979 és 1981 között az Egyesült Arab Emírségekben játszott az Al-Saab együttesében. Majd ezt követően 1981 és 1992 között ismét a PAS Teherán labdarúgója volt. 

### A válogatottban
1977 és 1980 között 22 alkalommal szerepelt az iráni válogatottban és 11 gólt szerzett. Tagja volt az 1980-as Ázsia-kupán bronzérmet szerző válogatott keretének. Részt vett az 1978-as világbajnokságon, ahol a Hollandia, a Skócia és a Peru elleni csoportmérkőzéseken kezdőként lépett pályára.

### Edzőként
1994 és 2000 között a PAS Teherán segédedzője volt. 2003-tól 2006-ig az iráni válogatottnál dolgozott segédedzőként és az U23-as csapatot is edzette. 2009 és 2010 között a Szanati Káveh Teherán csapatánál vállalt munkát. 2010 és 2012 között a Nuft Teherán, 2012 és 2014 között a Fúlad vezetőedzője volt és szerzett bajnoki címet 2014-ben. A 2014–15-ös szezonban a Szepáhánt irányította és vezette bajnoki címig. 2016 és 2017 között a Szájpá edzője volt. 2018-tól 2020-ig a Pajkán FC kispadján ült. 

## Sikerei, díjai

### Játékosként
PAS Teherán
- Iráni bajnok (2): 1976–77, 1977–78

Irán
- Ázsia-kupa bronzérmes (1): 1980

### Edzőként
Fúlad FC
- Iráni bajnok (1): 2013–14

Szepáhán FC
- Iráni bajnok (1): 2014–15